# Brug 1052

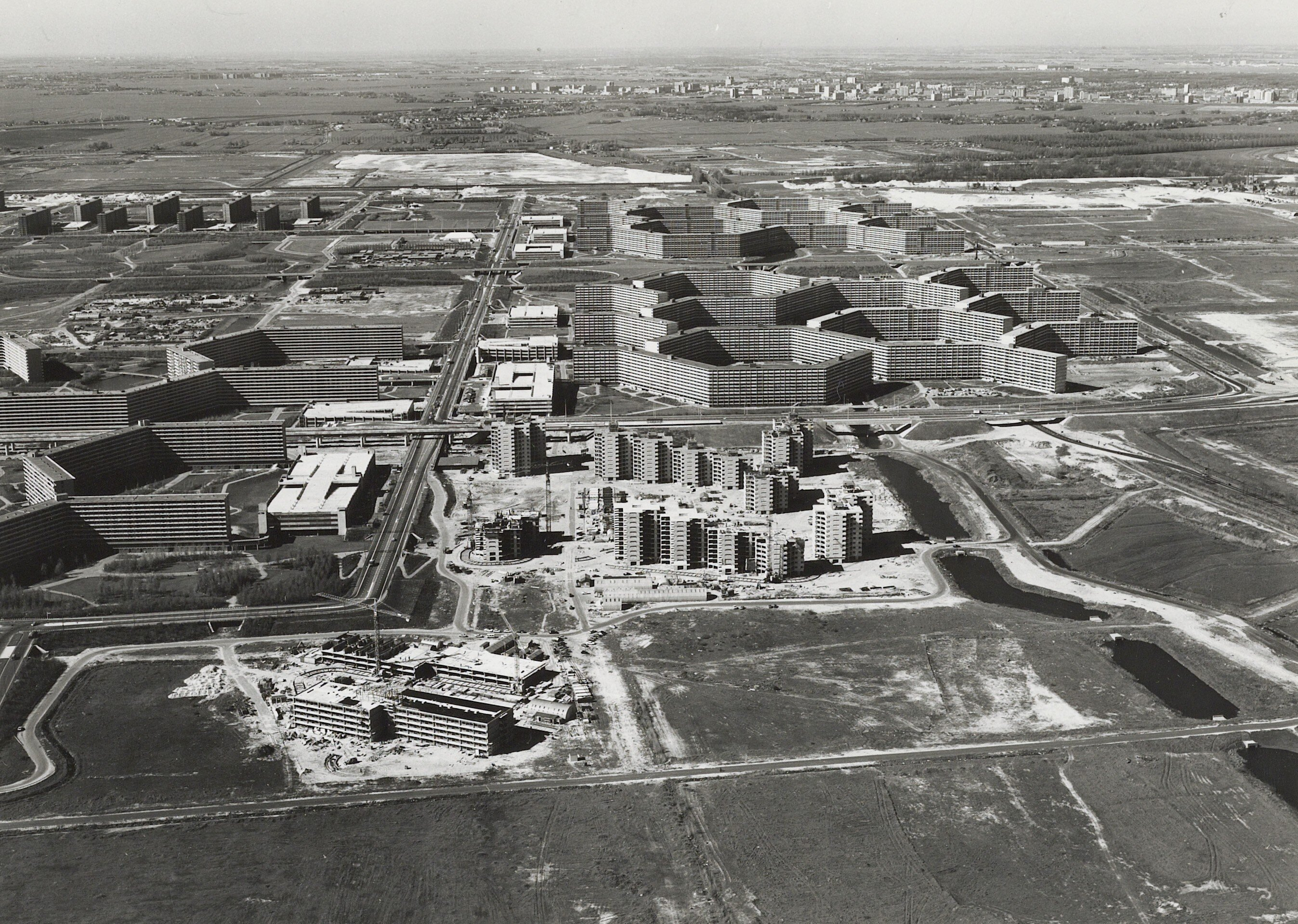
T-krusing Gooiseweg (boven van rechts naar links) en Daalwijkdreef (rechts van boven naar beneden) met plaats voor het halfklaverblad alwaar bruggen 1052 en 1053 gepland waren (1974)

Bruggen 1052 en 1053 zijn twee bouwkundige kunstwerken in Amsterdam-Zuidoost, die niet verder kwamen dan de tekentafel.
In 1970 werd ontworpen de ongelijkvloerse kruising tussen de Daalwijkdreef (halfhoog aangelegd) en de Gooiseweg (hoog aangelegd) in de vorm van een  halfklaverbladaansluiting. Hier werd een “moeilijke” uitvoering bedacht met naast het hoofdviaduct brug 1050 (de latere Daalwijkdreefbrug) een aantal kleinere viaducten in de af- en opritten; de zogenaamde beugels. Dit werd echter niet als zodanig uitgevoerd; er kwam een standaard halfklaverbladaansluiting. Wat opvalt aan die kruising is dat er geen rekening werd gehouden met de in deze wijk alom aanwezige voet- en fietspaden, die hier ook niet werden aangelegd. Het bijbehorende voet- en fietspad ligt stukken noordelijker en kreeg brug 1051.
De daadwerkelijke kruising ligt in de 21e eeuw binnen de gemeente Amsterdam; het halfklaverblad grotendeels en brug 1051 geheel in gemeente Diemen.
<<< · 1000 · 1001 · 1002 · 1003 · 1004 · 1005 · 1006 · 1007 · 1008 · 1009 · 1010 · 1011 · 1012 · 1013 · 1014 · 1018 · 1028 · 1029 · 1030 · 1032 · 1033 · 1034 · 1035 · 1036 · 1037 · 1038 · 1039 · 1040 · 1041 · 1044 · 1045 · 1046 · 1048 · 1049 · 1050 · 1051 · 1062 · 1063 · 1064 · 1065 · 1066 · 1067 · 1076 · 1077 · 1078 · 1083 · 1090 · 1092 · 1093 · 1094 · 1095 · 1096 · 1097 · 1098 · 1099 · >>>
Brugnummers  1015, 1016, 1017, 1019, 1020, 1021, 1022, 1023, 1024, 1025, 1026, 1027, 1031, 1042, 1043, 1047, 1052/1053 (niet gebouwd), 1054, 1055, 1056, 1057, 1058, 1059, 1060, 1061, 1068, 1069-1075, 1079, 1080, 1081, 1082, 1084-1088, 1089 en 1091 (onbekend) zijn niet meer vergeven. De meesten daarvan zijn gesloopt in verband met sanering Zuidoost. Alle bruggen lagen en liggen in Zuidoost behalve bruggen 1000 en 1002.